# Liste der Nummer-eins-Hits in Italien (1996)
Diese Liste der Nummer-eins-Hits basiert auf den Charts des italienischen Musikmagazins Musica e dischi (Singles) bzw. der FIMI (Alben) im Jahr 1996. Die offiziellen Singlecharts der FIMI setzten erst im Jahr darauf ein.
Es gab in diesem Jahr 16 Nummer-eins-Singles und 17 Nummer-eins-Alben.

## Singles
| ← 1995 ← | Liste der Nummer-eins-Hits in Italien (M&D) | Liste der Nummer-eins-Hits in Italien (M&D)                      | Liste der Nummer-eins-Hits in Italien (M&D) | 1997 → |
| \| Zeitraum \| Wo. ges. \| Interpret \| Titel Autor(en) \| Zusätzliche Informationen \| \| (Zeitraum, Wochen auf Platz eins, Interpret, Titel, Autor[en], zusätzliche Informationen) \| \| \| \| \| \| ----------------------------------------------------------------------------------------- \| -------- \| ---------------------------------------------------------------- \| ----------------------------------------------------------------------------------------------------------------------------------------------------------------------------------- \| --------------------------------------------------------------------------------------------------------------------------------------------------------------------------------------------------------------------------------------------------------------------------- \| \| 51. Woche 1995 – 3. Woche 1996 5 Wochen (insgesamt 6) \| 6 \| Coolio \| Gangsta’s Paradise Coolio, Doug Rasheed, Larry Sanders, Stevie Wonder \| Der Titelsong des Films Dangerous Minds – Wilde Gedanken wurde mit einem Grammy ausgezeichnet und war weltweit erfolgreich. \| \| 4.–12. Woche 9 Wochen \| 9 \| Robert Miles \| Children Roberto Concina \| – \| \| 13. Woche 1 Woche \| 1 \| Elio e le Storie Tese feat. Raoul Casadei & l’Orchestra Italiana \| La terra dei cachi Belisari, Conforti, Civaschi, Fasani \| Mit diesem Lied gelang der satirischen Rockband der zweite Platz und der Kritikerpreis beim Sanremo-Festival 1996. Das Finale zog jedoch wegen Betrugsvorwürfen gegen die Veranstalter eine Untersuchung der Carabinieri nach sich, da ein Sieg der Band vermutet wurde.[1] \| \| 14. Woche 1 Woche \| 1 \| Michael Jackson \| They Don’t Care About Us Michael Jackson \| – \| \| 15. Woche 1 Woche \| 1 \| 2Pac \| California Love Tupac Shakur, Andre Young, Joe Cocker, Woodrow Cunningham, Norman Durham, Mikel Hooks, Ronald Hudson, Christopher Stainton, Larry Troutman, Roger Troutman, J-Flexx \| – \| \| 16.–17. Woche 2 Wochen \| 2 \| Eros Ramazzotti \| Più bella cosa Claudio Guidetti, Eros Ramazzotti, Adelio Cogliati \| Ramazzotti nahm mit diesem Lied am Festivalbar-Wettbewerb des Jahres teil und gewann den Preis für die beste Single. Es war sein dritter Nummer-eins-Hit in Italien. \| \| 18.–19. Woche 2 Wochen \| 2 \| George Michael \| Fastlove George Michael \| – \| \| 20.–21. Woche 2 Wochen \| 2 \| Livin’ Joy \| Don’t Stop Movin’ Doris Diggs, Gianni Visnadi \| – \| \| 22.–27. Woche 6 Wochen \| 6 \| Robert Miles \| Fable Roberto Concina \| Dem italienischen Trance-Musiker gelang der zweite Nummer-eins-Hit in einem Jahr. \| \| 28. Woche 1 Woche \| 1 \| Alexia \| Summer Is Crazy Alessia Aquilani, Robyx \| Für die italienische Sängerin war es der zweite Nummer-eins-Hit in zwei Jahren; es sollte auch ihr letzter bleiben. \| \| 29.–32. Woche 4 Wochen \| 4 \| Fugees \| Killing Me Softly Charles Fox, Norman Gimbel \| – \| \| 33.–35. Woche 3 Wochen \| 3 \| Bob Marley \| What Goes Around Comes Around J. Norman, Joe Venneri, Al Pyfrom \| Die Remixe des Songs (u. a. durch Alex Natale von Alex Party) aus dem Jahr 1968 mit unveröffentlichtem Material brachten dem Reggae-Musiker postum einen Nummer-eins-Hit ein. \| \| 36.–38. Woche 3 Wochen \| 3 \| Regina \| Killing Me Softly Charles Fox, Norman Gimbel \| Auch die Coverversion der brasilianischen Sängerin brachte das Lied auf Platz eins. \| \| 39. Woche 1 Woche \| 1 \| Michael Jackson \| Stranger in Moscow Michael Jackson, Brad Buxer \| – \| \| 40.–46. Woche 7 Wochen \| 7 \| Underworld \| Born Slippy Rick Smith, Karl Hyde, Darren Emerson \| – \| \| 47. Woche 1996 – 4. Woche 1997 10 Wochen \| 10 \| Robert Miles \| One and One Roberto Concina \| Für Miles war die Zusammenarbeit mit der Sängerin Maria Nayler der dritte Nummer-eins-Hit in diesem Jahr. \| |                                             |                                                                  | | |
| ← 1995 |                                             |                                                                  | | → 1997 → |
| Zeitraum | Wo. ges.                                    | Interpret                                                        | Titel Autor(en) | Zusätzliche Informationen |
| (Zeitraum, Wochen auf Platz eins, Interpret, Titel, Autor[en], zusätzliche Informationen) |                                             |                                                                  | | |
| 51. Woche 1995 – 3. Woche 1996 5 Wochen (insgesamt 6) | 6                                           | Coolio                                                           | Gangsta’s Paradise Coolio, Doug Rasheed, Larry Sanders, Stevie Wonder | Der Titelsong des Films Dangerous Minds – Wilde Gedanken wurde mit einem Grammy ausgezeichnet und war weltweit erfolgreich. |
| 4.–12. Woche 9 Wochen | 9                                           | Robert Miles                                                     | Children Roberto Concina | – |
| 13. Woche 1 Woche | 1                                           | Elio e le Storie Tese feat. Raoul Casadei & l’Orchestra Italiana | La terra dei cachi Belisari, Conforti, Civaschi, Fasani | Mit diesem Lied gelang der satirischen Rockband der zweite Platz und der Kritikerpreis beim Sanremo-Festival 1996. Das Finale zog jedoch wegen Betrugsvorwürfen gegen die Veranstalter eine Untersuchung der Carabinieri nach sich, da ein Sieg der Band vermutet wurde. |
| 14. Woche 1 Woche | 1                                           | Michael Jackson                                                  | They Don’t Care About Us Michael Jackson | – |
| 15. Woche 1 Woche | 1                                           | 2Pac                                                             | California Love Tupac Shakur, Andre Young, Joe Cocker, Woodrow Cunningham, Norman Durham, Mikel Hooks, Ronald Hudson, Christopher Stainton, Larry Troutman, Roger Troutman, J-Flexx | – |
| 16.–17. Woche 2 Wochen | 2                                           | Eros Ramazzotti                                                  | Più bella cosa Claudio Guidetti, Eros Ramazzotti, Adelio Cogliati | Ramazzotti nahm mit diesem Lied am Festivalbar-Wettbewerb des Jahres teil und gewann den Preis für die beste Single. Es war sein dritter Nummer-eins-Hit in Italien. |
| 18.–19. Woche 2 Wochen | 2                                           | George Michael                                                   | Fastlove George Michael | – |
| 20.–21. Woche 2 Wochen | 2                                           | Livin’ Joy                                                       | Don’t Stop Movin’ Doris Diggs, Gianni Visnadi | – |
| 22.–27. Woche 6 Wochen | 6                                           | Robert Miles                                                     | Fable Roberto Concina | Dem italienischen Trance-Musiker gelang der zweite Nummer-eins-Hit in einem Jahr. |
| 28. Woche 1 Woche | 1                                           | Alexia                                                           | Summer Is Crazy Alessia Aquilani, Robyx | Für die italienische Sängerin war es der zweite Nummer-eins-Hit in zwei Jahren; es sollte auch ihr letzter bleiben. |
| 29.–32. Woche 4 Wochen | 4                                           | Fugees                                                           | Killing Me Softly Charles Fox, Norman Gimbel | – |
| 33.–35. Woche 3 Wochen | 3                                           | Bob Marley                                                       | What Goes Around Comes Around J. Norman, Joe Venneri, Al Pyfrom | Die Remixe des Songs (u. a. durch Alex Natale von Alex Party) aus dem Jahr 1968 mit unveröffentlichtem Material brachten dem Reggae-Musiker postum einen Nummer-eins-Hit ein.                                                                                            |
| 36.–38. Woche 3 Wochen | 3                                           | Regina                                                           | Killing Me Softly Charles Fox, Norman Gimbel | Auch die Coverversion der brasilianischen Sängerin brachte das Lied auf Platz eins. |
| 39. Woche 1 Woche | 1                                           | Michael Jackson                                                  | Stranger in Moscow Michael Jackson, Brad Buxer | – |
| 40.–46. Woche 7 Wochen | 7                                           | Underworld                                                       | Born Slippy Rick Smith, Karl Hyde, Darren Emerson | – |
| 47. Woche 1996 – 4. Woche 1997 10 Wochen | 10                                          | Robert Miles                                                     | One and One Roberto Concina | Für Miles war die Zusammenarbeit mit der Sängerin Maria Nayler der dritte Nummer-eins-Hit in diesem Jahr. |

## Alben
| ← 1995 ← | Liste der Nummer-eins-Alben in Italien | Liste der Nummer-eins-Alben in Italien | Liste der Nummer-eins-Alben in Italien                | 1997 →                    |
| \| Zeitraum \| Wo. ges. \| Interpret \| Titel \| Zusätzliche Informationen \| \| (Zeitraum, Wochen auf Platz eins, Interpret, Titel, zusätzliche Informationen) \| \| \| \| \| \| ------------------------------------------------------------------------------ \| -------- \| --------------------- \| ----------------------------------------------------- \| ------------------------- \| \| 29. Dezember 1995 – 4. Januar 1996 1 Woche (insgesamt 3) \| 3 \| Madonna \| Something to Remember \| – \| \| 5. Januar 1996 – 11. Januar 1996 1 Woche (insgesamt 3) \| 3 \| Antonello Venditti \| Prendilo tu \| – \| \| 12. Januar 1996 – 18. Januar 1996 1 Woche (insgesamt 3) \| 3 \| Madonna \| Something to Remember \| – \| \| 19. Januar 1996 – 25. Januar 1996 1 Woche \| 1 \| Jovanotti \| Lorenzo 1990-1995 \| – \| \| 26. Januar 1996 – 15. Februar 1995 3 Wochen \| 3 \| Vasco Rossi \| Nessun pericolo … per te \| – \| \| 16. Februar 1996 – 21. Februar 1996 1 Woche (insgesamt 5) \| 5 \| Zucchero \| Spirito DiVino \| – \| \| 22. Februar 1996 – 28. Februar 1996 1 Woche \| 1 \| Bruce Springsteen \| The Ghost of Tom Joad \| – \| \| 1. März 1996 – 7. März 1996 1 Woche \| 1 \| Michael Bolton \| Greatest Hits \| – \| \| 8. März 1996 – 21. März 1996 2 Wochen \| 2 \| Sting \| Mercury Falling \| – \| \| 22. März 1996 – 28. März 1996 1 Woche \| 1 \| Take That \| Greatest Hits \| – \| \| 29. März 1996 – 25. April 1996 4 Wochen \| 4 \| Elio e le Storie Tese \| Eat the Phikis \| – \| \| 26. April 1996 – 9. Mai 1996 2 Wochen \| 2 \| The Cranberries \| To the Faithful Departed \| – \| \| 10. Mai 1996 – 29. August 1996 16 Wochen \| 16 \| Eros Ramazzotti \| Dove c’è musica \| – \| \| 30. August 1996 – 5. September 1996 1 Woche \| 1 \| Francesco De Gregori \| Prendere e lasciare \| – \| \| 6. September 1996 – 19. September 1996 2 Wochen (insgesamt 9) \| 9 \| Lucio Dalla \| Canzoni \| – \| \| 20. September 1996 – 26. September 1996 1 Woche \| 1 \| Fabrizio De André \| Anime salve \| – \| \| 27. September 1996 – 14. November 1996 7 Wochen (insgesamt 9) \| 9 \| Lucio Dalla \| Canzoni \| – \| \| 15. November 1996 – 21. November 1996 1 Woche \| 1 \| Francesco Guccini \| D’amore, di morte e … \| – \| \| 22. November 1996 – 2. Januar 1997 6 Wochen (insgesamt 8) \| 8 \| Zucchero \| The Best of Zucchero Sugar Fornaciari’s Greatest Hits \| – \| |                                        |                                        |                                                       |                           |
| ← 1995 |                                        |                                        |                                                       | → 1997 →                  |
| Zeitraum | Wo. ges.                               | Interpret                              | Titel                                                 | Zusätzliche Informationen |
| (Zeitraum, Wochen auf Platz eins, Interpret, Titel, zusätzliche Informationen) |                                        |                                        |                                                       |                           |
| 29. Dezember 1995 – 4. Januar 1996 1 Woche (insgesamt 3) | 3                                      | Madonna                                | Something to Remember                                 | –                         |
| 5. Januar 1996 – 11. Januar 1996 1 Woche (insgesamt 3) | 3                                      | Antonello Venditti                     | Prendilo tu                                           | –                         |
| 12. Januar 1996 – 18. Januar 1996 1 Woche (insgesamt 3) | 3                                      | Madonna                                | Something to Remember                                 | –                         |
| 19. Januar 1996 – 25. Januar 1996 1 Woche | 1                                      | Jovanotti                              | Lorenzo 1990-1995                                     | –                         |
| 26. Januar 1996 – 15. Februar 1995 3 Wochen | 3                                      | Vasco Rossi                            | Nessun pericolo … per te                              | –                         |
| 16. Februar 1996 – 21. Februar 1996 1 Woche (insgesamt 5) | 5                                      | Zucchero                               | Spirito DiVino                                        | –                         |
| 22. Februar 1996 – 28. Februar 1996 1 Woche | 1                                      | Bruce Springsteen                      | The Ghost of Tom Joad                                 | –                         |
| 1. März 1996 – 7. März 1996 1 Woche | 1                                      | Michael Bolton                         | Greatest Hits                                         | –                         |
| 8. März 1996 – 21. März 1996 2 Wochen | 2                                      | Sting                                  | Mercury Falling                                       | –                         |
| 22. März 1996 – 28. März 1996 1 Woche | 1                                      | Take That                              | Greatest Hits                                         | –                         |
| 29. März 1996 – 25. April 1996 4 Wochen | 4                                      | Elio e le Storie Tese                  | Eat the Phikis                                        | –                         |
| 26. April 1996 – 9. Mai 1996 2 Wochen | 2                                      | The Cranberries                        | To the Faithful Departed                              | –                         |
| 10. Mai 1996 – 29. August 1996 16 Wochen | 16                                     | Eros Ramazzotti                        | Dove c’è musica                                       | –                         |
| 30. August 1996 – 5. September 1996 1 Woche | 1                                      | Francesco De Gregori                   | Prendere e lasciare                                   | –                         |
| 6. September 1996 – 19. September 1996 2 Wochen (insgesamt 9) | 9                                      | Lucio Dalla                            | Canzoni                                               | –                         |
| 20. September 1996 – 26. September 1996 1 Woche | 1                                      | Fabrizio De André                      | Anime salve                                           | –                         |
| 27. September 1996 – 14. November 1996 7 Wochen (insgesamt 9) | 9                                      | Lucio Dalla                            | Canzoni                                               | –                         |
| 15. November 1996 – 21. November 1996 1 Woche | 1                                      | Francesco Guccini                      | D’amore, di morte e …                                 | –                         |
| 22. November 1996 – 2. Januar 1997 6 Wochen (insgesamt 8) | 8                                      | Zucchero                               | The Best of Zucchero Sugar Fornaciari’s Greatest Hits | –                         |

## Belege
1. ↑  Mario Luzzatto Fegiz u. a.: Sanremo truccato? “Non fu Ron il più votato”. In: Corriere della Sera. 13. November 1996, S. 1; 17 (online [abgerufen am 1. September 2015]).

Siehe auch: Nummer-eins-Hits 1996 in  Australien, Belgien, Dänemark, Deutschland, Finnland, Frankreich, Irland, Japan, Kanada, Neuseeland, den Niederlanden, Norwegen, Österreich, Schweden, der Schweiz, Spanien, Ungarn, den Vereinigten Staaten und im Vereinigten Königreich.